# Голем турчин
Голем турчин или Турчин (на македонска литературна норма: Голем турчин; на албански: Turk i Madh) е най-високият връх в планината Шар, разположен близко до граничната линия между Северна Македония и Косово, изцяло на македонска територия. Височината му е 2747 метра. Той се намира в масива Рудока. Под него от юг извира Боговинската, а от север – Тетовската река (Шарската река).
По време на турското владичество в района, върхът се нарича Голем турчин. В 1934 година върхът е преименуван на Александров връх на името на крал Александър Караджорджевич. През Втората световна война българската власт връща традиционното му име. След установяването на комунистически режим в Югославия на 21 април 1953 година Събранието на НР Македония преименува Голем турчин на Титов връх (на македонска литературна норма: Титов Врв) на името на Йосип Броз Тито.